# Rotolo della medicina

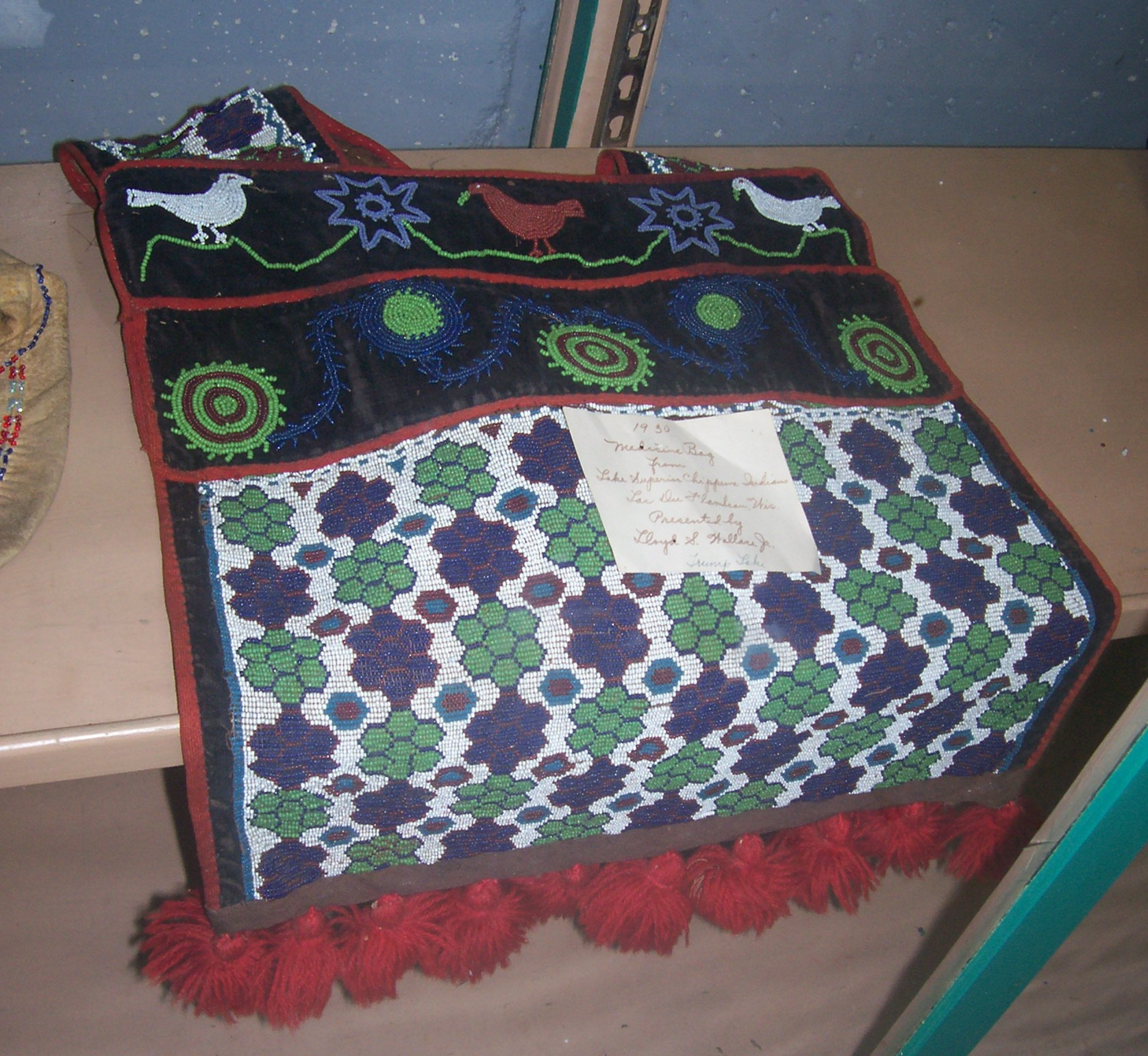
Un rotolo della medicina esposto in un museo

Il rotolo della medicina o borsa della medicina è un tradizionale contenitore usato dai nativi del nord America per il trasporto di diversi oggetti considerati come aventi un potere soprannaturale. Mentre chiunque può averne uno, di solito sarebbe lo stregone o lo sciamano, di una tribù, che avrebbe diritto a portarlo. Spesso contiene oggetti come pellicce di animali, pietre speciali, o qualsiasi cosa che sia considerata di valore per l'attività del proprietario. A nessuna altra persona, è permesso guardare dentro a questa borsa. Quando il proprietario è morto, la borsa viene sepolta con lui.